# Dennis Strillinger
Dennis Strillinger fue el batería de la banda alemana de A Capella Van Canto. Entró en la banda en 2006.

## Biografía
En 1998 y con 15 años, Dennis formó por Chainheart como batería, durando siete años en la banda. Durante el tiempo que permaneció en la banda fichó por Folkedudl, en 2001. En 2004, produjo el único álbum de la banda, titulado Die Boten Des Königs. Un año después la banda se disolvió, y tras salir el mismo año de Chainheart, Dennis se fue a Synasthasia, creando el segundo álbum de la banda. Durante su estancia en Synasthasia, Dennis fundó Van Canto junto con otros cinco miembros más y produciendo el primer álbum de la banda A Storm to Come. Posteriormente en 2007 Dennis salió de ambas bandas para fichar por Yoda Guitar, y tras un año por Angstdriver. Tras un año fichó por Schattenspieler y por Sycronomica como músico para tocar en directo tras falta de batería en ambas bandas.

## Bandas[1][2]
- Chainheart (1998-2005)
- Folkedudl (2001-2005)
- Synasthasia (2005-2008)
- Van Canto (2006-2007)
- Yoda Guitar (2007)
- Angstdriver (2008)
- Schattenspieler (2009) - Músico en directo
- Sycronomica (2009) - Músico en directo

## Discografía[1]

### Folkedudl

#### Álbumes
- Die Boten Des Königs (2004) - batería

### Synasthasia

#### Álbumes
- Synasthasia (2007) - batería, coros

### Van Canto

#### Álbumes
- A Storm to Come (2006) – batería